# セプテット

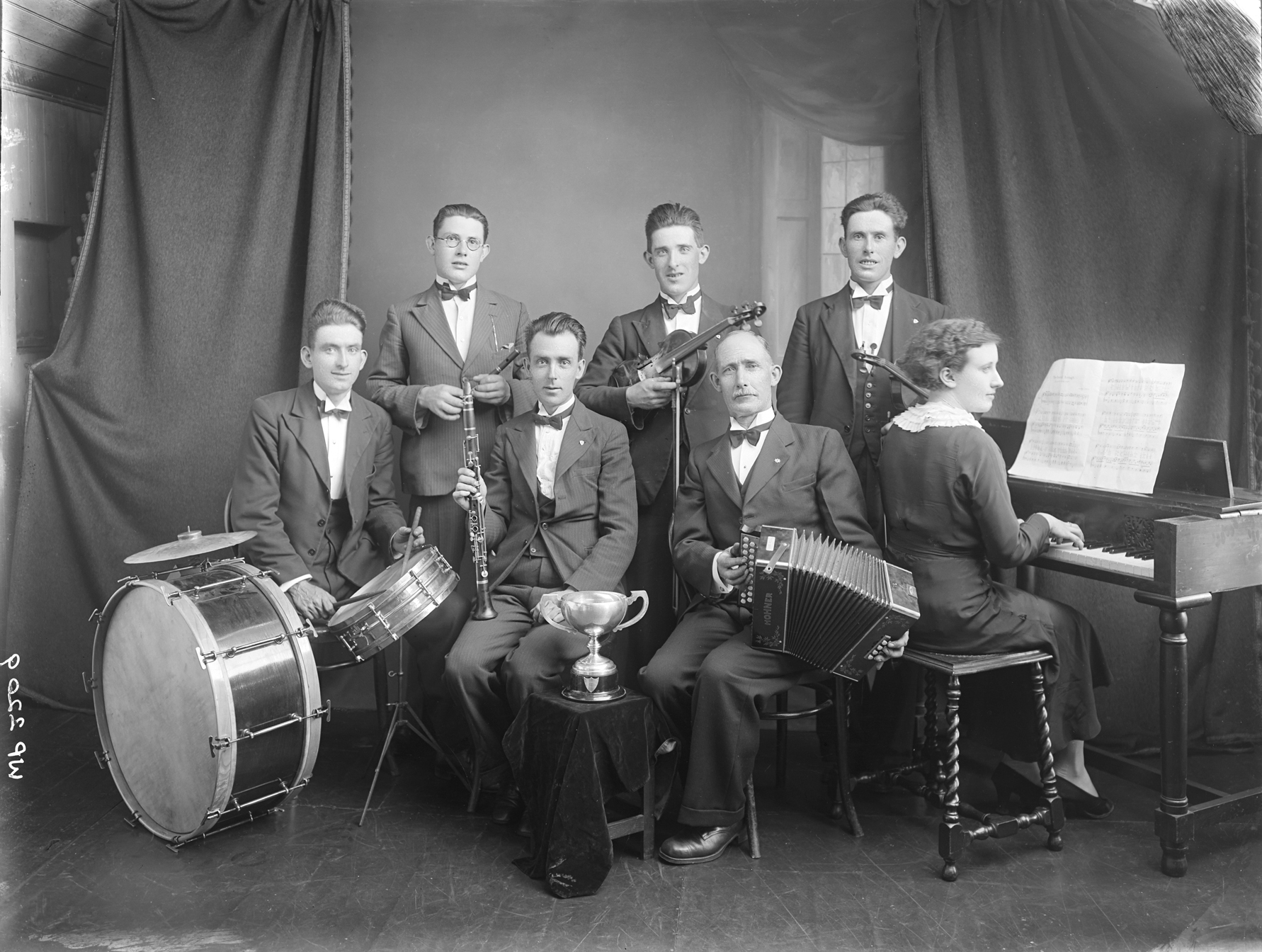
楽器やトロフィーを持つジャズミュージシャンセプテットグループのポートレート、ca.1920年

セプテット（英: septet）とは、七人組、七重奏の演奏もしくは演奏楽団の事である。
七重奏は例えば、ヴァイオリン、ヴィオラ、チェロ、コントラバス、クラリネット（B♭管）、ファゴット、ホルンという楽器編成で構成されている等。

## セプテットの音楽
- 第1楽章：Adagio - Allegro con brio

（アダージョ - アレグロ コン ブリオ）
ゆるやかに -  陽気に速く
変ホ長調　4/4拍子 ソナタ形式
- 第2楽章：Adagio cantabile（アダージョ カンタービレ）

歌うように遅く
変イ長調　9/8拍子  ソナタ形式
- 第3楽章：Tempo di menuetto - Trio

（テンポ　ディ　ミヌエット - トリオ）
メヌエットの速さで  - 中間部
回旋曲　変ホ長調　3/4拍子
- 第4楽章：Tema con variazioni，Andante

（テーマ コン ヴァリアツィオーニ - アンダンテ）
主題と変奏曲 -     歩くような速さで
変ロ長調　2/4拍子  変奏曲形式
- 第5楽章：Scherzo．Allegro molto e vivace - Trio

（スケルツォ．アレグロ モルト ヴィヴァーチェ- トリオ）
スケルツォ、非常に速く そして 活発に速く - 中間部
変ホ長調　3/4拍子
- 第6楽章：Andante con moto alla marcia - Presto

（アンダンテ コン モート  アッラ マルチァ - プレスト）
アンダンテより少し速めに  行進曲風に - きわめて速く
変ホ短調 2/4拍子 - 変ホ長調 2/2拍子
序奏付きソナタ形式